# Kirschsteinite
La kirschsteinite è un minerale.